# ラグナル頌歌

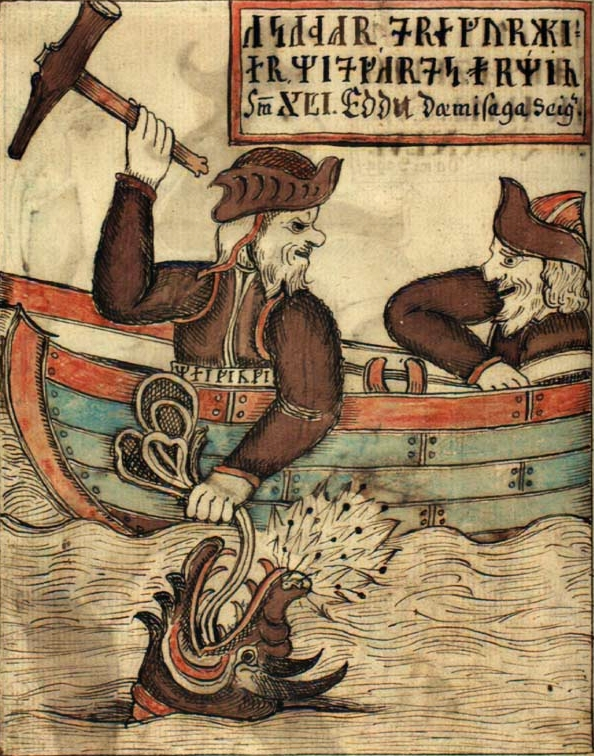
トールがヨルムンガンドを釣る姿。18世紀アイスランドの写本『NKS 1867 4to』（デンマーク王立図書館所蔵）より。

『ラグナル頌歌』（ラグナルしょうか、Ragnarsdrápa）とは、9世紀頃のノルウェーのスカルド詩人ブラギ・ボッダソンによって作られたとされる、スカンディナヴィアの英雄ラグナル・ロズブロークの栄誉を讃えるスカルド詩である。『ラグナルの歌』『ラグナルのドラパ』とも。
詩の全体は現存しておらず、13世紀前半にアイスランドで詩人スノッリ・ストゥルルソンによって書かれた詩の教本『エッダ』などに、断片的に引用される形でのみ残されている。
北欧神話の物語を含んでいる数少ないスカルド詩の一つである。

## 概要
スノッリは詩の教本である『エッダ』の第2部『詩語法』の中で、ヘイティ・ケニング（詩で使う言い換え）の例として多数の詩句を半スタンザ～数スタンザの長さで引用している。その中に「ブラギ・ボッダソンがラグナル・ロズブロークのために作った頌歌」から引用したとする詩句があり、これらの詩句の引用元として存在したと考えられている詩が『ラグナル頌歌』と呼ばれている。
『詩語法』では、上記の詩句の他にも、ブラギの作とされる詩句が多数引用されているが、伝統的にはそのほぼすべてが『ラグナル頌歌』の一部分ではないかと考えられてきた（詳細は#構成の節を参照）。
この詩には、以下の内容が含まれる。
- ソルリとハムジル（英語版）の、ヨルムンレク王に対する抗戦。この話は古エッダの『ハムジルの歌』の中にも残されている。
- ヘジンとホグニの終わり無き争い（ヒャズニンガヴィーグ）。
- トールがヨルムンガンドを釣り上げようとした話。古エッダの『ヒュミルの歌』やスカルド詩の『家の頌歌』などでも語られている[8]。
- ゲフィオンがスウェーデンから土を鋤き上げ、シェラン島を造った話。詳細な物語が、スノッリの『エッダ』第1部『ギュルヴィたぶらかし』冒頭や、『ヘイムスクリングラ』内の『ユングリング家のサガ』の中で語られている[9]。

ブラギ・ボッダソンは最古の著名なスカルド詩人で、9世紀頃の人物と考えられている。ブラギはスウェーデン王ハウギのビョルンのためにこの詩を作ったとされている。ブラギは、ラグナルから贈られた装飾が施された楯を見つつこの詩を書いたという。
ブラギ・ボッダソンの『ラグナル頌歌』は、ウールヴ・ウガソンの『家の頌歌』およびフヴィンのショーゾールヴの『長き秋』と並び、初期北欧詩の中で3篇のみ知られているエクフラシス（詩人が絵画などを見て言葉で描写した詩）のうちの1篇とされる。

## 構成
Clunies Ross (2017a) では、以下の12詩句が『ラグナル頌歌』に含まれるとしている。第3-7スタンザ（ソルリとハムジルに関する詩句）および第8-12スタンザ（ヒャズニンガヴィーグに関する詩句）は、『詩語法』の文中で明示的に「ラグナルのための頌歌」から引用したと書かれている。
| Clunies Ross (2017a) | Clunies Ross (2017a)           | 谷口訳 (1983) | 谷口訳 (1983) | 谷口訳 (1983) | 備考                             |
| No.                  | 書き出し（古ノルド語原文）     | 章番号        | 頁番号        | 詩句番号      | 備考                             |
| -------------------- | ------------------------------ | ------------- | ------------- | ------------- | -------------------------------- |
| 1                    | Vilið, Hrafnketill, heyra, ... | 61            | 71-72         | 175           | 話の導入的な内容                 |
| 2                    | Nema svát góð ...              | 61            | 71-72         | 176           | 話の導入的な内容                 |
| 3                    | Knátti eðr við ...             | 51            | 53-54         | 115           | ソルリとハムジルに関する詩句     |
| 4                    | Flaut of set ...               | 51            | 53-54         | 116           | ソルリとハムジルに関する詩句     |
| 5                    | Þar, svát gerðu ...            | 51            | 53-54         | 117           | ソルリとハムジルに関する詩句     |
| 6                    | Mjǫk lét stála ...             | 51            | 53-54         | 118           | ソルリとハムジルに関する詩句     |
| 7                    | Þat segik fall ...             | 51            | 53-54         | 119           | ソルリとハムジルに関する詩句     |
| 8                    | Ok ofþerris æða ...            | 62            | 74-75         | -             | ヒャズニンガヴィーグに関する詩句 |
| 9                    | Bauða sú til ...               | 62            | 74-75         | -             | ヒャズニンガヴィーグに関する詩句 |
| 10                   | Letrat lýða stillir ...        | 62            | 74-75         | -             | ヒャズニンガヴィーグに関する詩句 |
| 11                   | Ok fyr hǫnd ...                | 62            | 74-75         | -             | ヒャズニンガヴィーグに関する詩句 |
| 12                   | Þá má sókn ...                 | 62            | 74-75         | -             | ヒャズニンガヴィーグに関する詩句 |

トールの魚釣りに関する以下の6詩句は、Clunies Ross (2017a) では別に分けている（Clunies Ross (2017b)）。
| Clunies Ross (2017b) | Clunies Ross (2017b)       | 谷口訳 (1983) | 谷口訳 (1983) | 谷口訳 (1983) | 備考                             |
| No.                  | 書き出し（古ノルド語原文） | 章番号        | 頁番号        | 詩句番号      | 備考                             |
| -------------------- | -------------------------- | ------------- | ------------- | ------------- | -------------------------------- |
| 1                    | Þat erumk sent ...         | 9             | 13            | 24            | オーディンの言い換えの例         |
| 2                    | Vaðr lá Viðris ...         | 11            | 17            | 42            | トールの言い換えの例             |
| 3                    | Hamri fórsk í ...          | 11            | 18            | 48            | トールの言い換えの例             |
| 4                    | Ok borðróins barða ...     | 11            | 19            | 51            | トールの言い換えの例             |
| 5                    | Þás forns Litar ...        | 51            | 53            | 114           | ヴォルスングの一族に関する章の中 |
| 6                    | Vildit vrǫngum ofra ...    | 76            | 103           | 300           | 「海」の言い換えの例             |

また以下の6詩句は上記のいずれにも含まれない断片としている（Clunies Ross (2017c)）。
| Clunies Ross (2017c) | Clunies Ross (2017c)       | 谷口訳 (1983) | 谷口訳 (1983) | 谷口訳 (1983) | 備考                                                           |
| No.                  | 書き出し（古ノルド語原文） | 章番号        | 頁番号        | 詩句番号      | 備考                                                           |
| -------------------- | -------------------------- | ------------- | ------------- | ------------- | -------------------------------------------------------------- |
| 1                    | Gefjun dró frá ...         | 62            | 74-75         | -             | ゲフィオンに関する伝承、『ラグナル頌歌』に含められることもある |
| 2                    | Hinn, es varp ...          | 31            | 31-32         | 71            | 「天」の言い換えの例、シャチの眼に関する伝承                   |
| 3                    | Vel hafið yðrum ...        | 11            | 19            | 52            | トールの言い換えの例、巨人スリーヴァルディに関する伝承         |
| 4                    | Þars, sem lofðar ...       | -             | -             | -             |                                                                |
| 5                    | Eld of þák ...             | 41            | 41-42         | 102           | 「黄金」の言い換えの例                                         |
| 6                    | Þann áttak vin ...         | 45            | 45            | 111           | 「黄金」の言い換えの例                                         |